# Osvaldo Reig
Osvaldo Alfredo Reig (ur. 14 sierpnia 1929 w Buenos Aires, zm. 13 marca 1992 w Buenos Aires) – argentyński biolog i paleontolog, zajmujący się w szczególności teriologią.
Lektura prac Darwina i Ameghino sprawiła, że Osvaldo Reig poczuł powołanie do badania skamieniałości. Swoją pierwszą pracę naukową opublikował w wieku 16 lat w biuletynie Muzeum w La Placie. Rozpoczął studia na wydziale nauk przyrodniczych Universidad Nacional de La Plata, jednak już w 1950 roku, z powodu represji politycznych, został odcięty od uniwersytetu i nie ukończył studiów. Jego badania jako wolnego strzelca były jednak na tyle znaczące, że w 1957 został wykładowcą anatomii porównawczej na Uniwersytecie w Buenos Aires. W 1958 wyjechał do San Miguel de Tucumán, gdzie założył dwa laboratoria – poświęcone paleontologii kręgowców oraz neontologii Batrachia. Jego odkrycia kopalnych kręgowców w północno-zachodniej Argentynie zostały dostrzeżone trzy lata później przez międzynarodowy komitet, w skład którego wchodził m.in. paleontolog George Gaylord Simpson. Komitet mianował Reiga profesorem Uniwersytetu w Buenos Aires pomimo faktu, iż nie miał on stopnia naukowego. W 1966 Reig tymczasowo przeniósł się do Museum of Comparative Zoology na Uniwersytecie Harvarda. W proteście przeciw dyktaturze zrzekł się stanowiska profesora Uniwersytetu w Buenos Aires i wyjechał do Wenezueli, gdzie spędził – z przerwami – piętnaście lat, pracując w różnych instytucjach, przede wszystkim jako profesor Universidad Simón Bolívar. W 1971 przeniósł się na wydział zoologii Uniwersytetu Londyńskiego, gdzie rok później uzyskał doktorat. Następnie powrócił do Ameryki Południowej, do instytutu genetyki i ewolucji Uniwersytetu Austral w Chile. Junta Pinocheta zmusiła go do opuszczenia Chile, więc Reig powrócił do Argentyny, jednak z powodu niepokojów politycznych opuścił ją w 1974 i ponownie wyjechał do Wenezueli. Po demokratyzacji Argentyny, w 1984 roku powrócił na wydział nauk biologicznych Uniwersytetu w Buenos Aires.
Osvaldo Reig początkowo badał głównie kopalne torbacze i płazy bezogonowe. W 1961 roku zaczął zajmować się kariologią i biochemiczną genetyką współczesnych ssaków. Badał cytogenetykę i specjację gryzoni z rodzaju Proechimys. Od 1989 wraz z innymi argentyńskimi naukowcami zajmował się specjacją gryzoni Ctenomys. W 1983 roku aktywnie uczestniczył w organizacji Argentyńskiego Towarzystwa Mammologicznego (Sociedad Argentina para el Estudio de los Mamíferos – SAREM), którego został pierwszym prezydentem. W 1988 roku otrzymał doktorat honoris causa Uniwersytetu Autonomicznego w Barcelonie, a w 1991 – Uniwersytetu w Buenos Aires. Do taksonów nazwanych przez Reiga należą m.in. Notobatrachus degustoi, jeden z najstarszych przedstawicieli płazów skaczących, oraz Herrerasaurus ischigualastensis, jeden z najstarszych dinozaurów.